# Otakar Petroš
Otakar Petroš (8. prosince 1924 Sviadnov) je český sochař.

## Životopis
V letech 1947–1952 studoval na Střední uměleckoprůmyslové škole v tehdejším Gottwaldově (Zlíně) u Zdeňka Kováře. V roce 1955 pak na Akademii výtvarných umění v Praze u profesora Karla Pokorného.
Zabýval se monumentální sochařskou tvorbou.
Vystavoval na mnoha domácích kolektivních výstavách. Například v roce 1968 na výstavě Severočeští výtvarní umělci v Praze, v roce 1984 na výstavě s názvem Karel Pokorný a jeho škola v Praze a v roce 1988 na výstavě Salon v Praze.
Je tvůrcem emblému proscénia jeviště společenského sálu DK Vítkovic v Ostravě.
V roce 1954 získal 3. cenu v oboru sochařství ve výtvarné soutěži na výzdobu Muzea K. Gottwalda a také 3. cenu v soutěži na pomník K. Gottwalda (společně s J. Papouškem).
Byl členem organizace s názvem Český fond výtvarných umění (ČFVU).

## Dílo
- 1963: Dívka, Praha[3]
- 1967: Fontána se sochou dívky pro Výzkumný ústav pozemních staveb, Praha[4]
- 1965–1968: Píseň, Meziboří[5]
- 1970: Satyr, Most[6][7]
- 1969–1970: Pěvec, Čelákovice[8]
- 1975: Čest a sláva Sovětské armádě, Litoměřice[9]
- 1976: Uzdravení, Most[10][11]
- 1977: Léda s labutí, Most[12][13]
- 1978: Hnízdo, Most[14]
- 1978: Květinářka, Ústí nad Labem[15][16]
- 1986: Mír, Krupka[17][18]

## Galerie

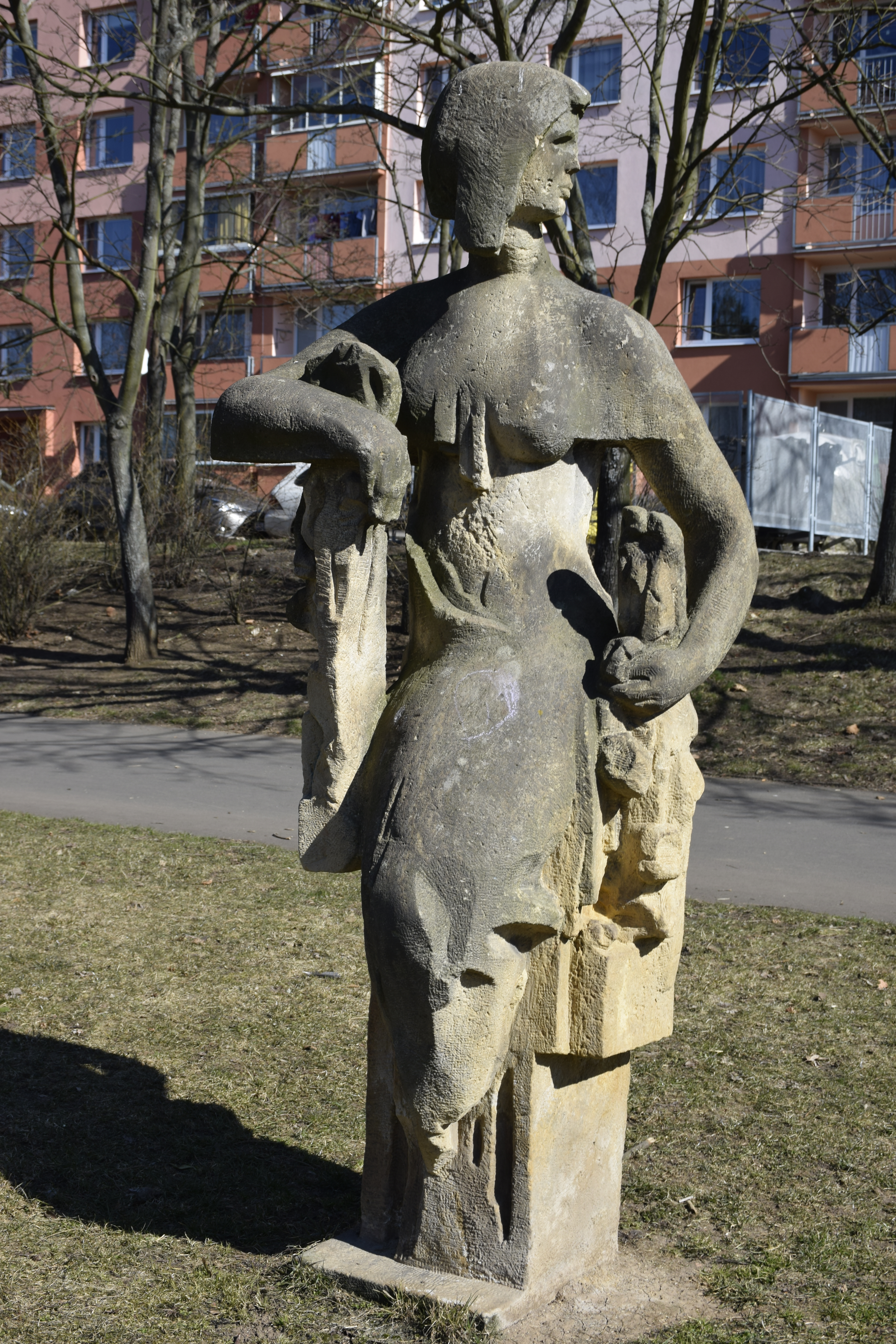
Květinářka, 1978, pískovec, park Severní Terasa v Ústí nad Labem
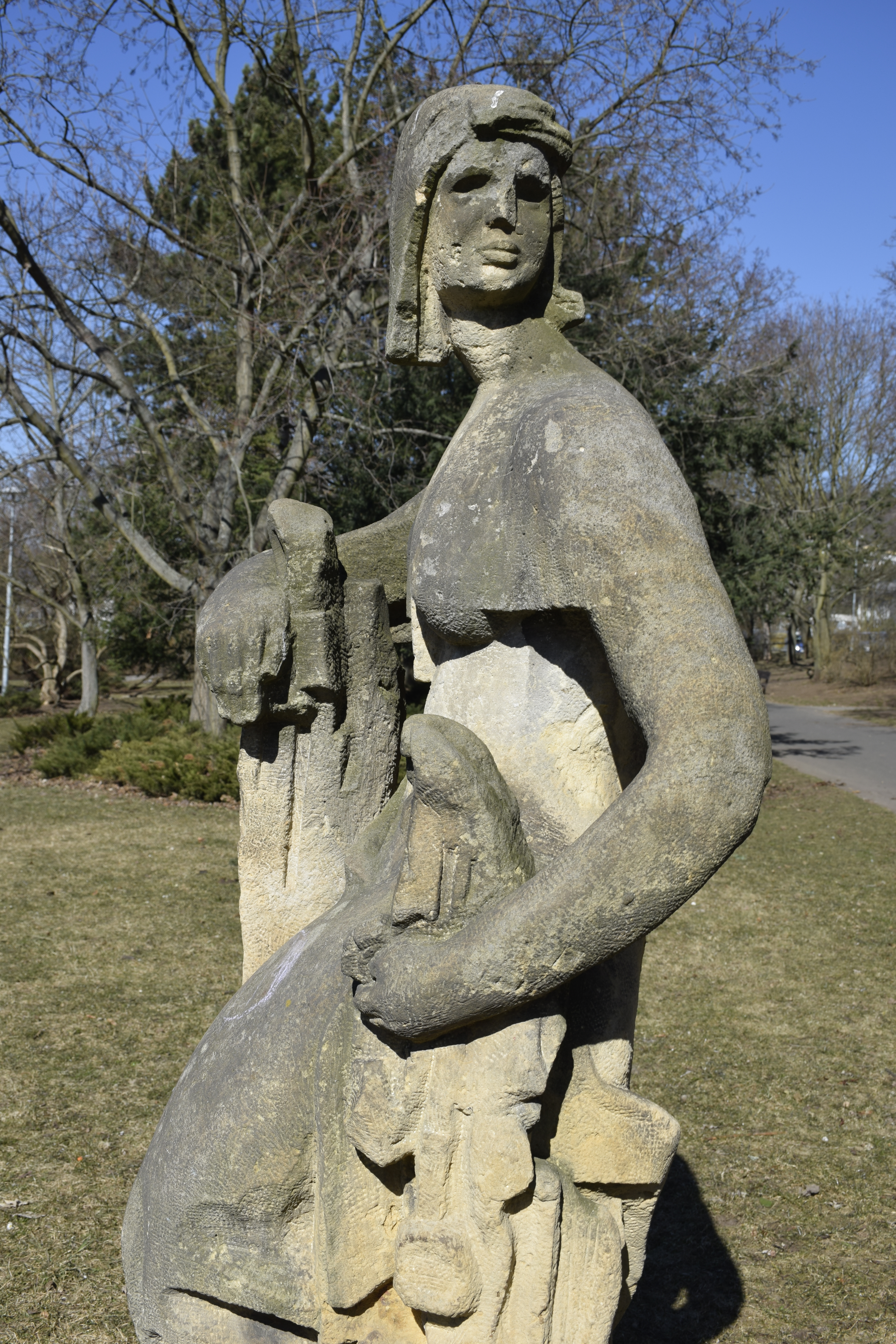
Květinářka, pohled z boku
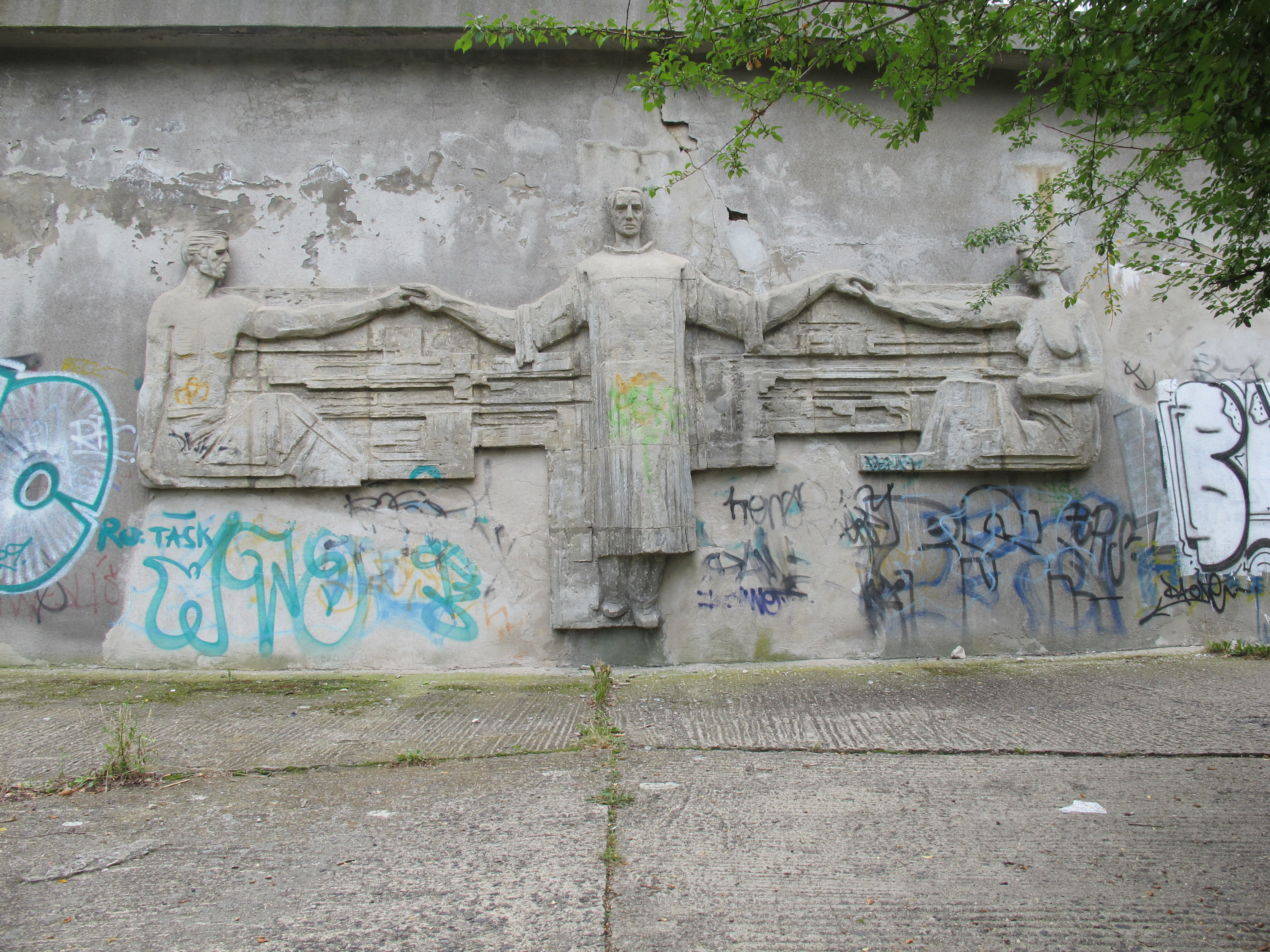
Uzdravení, 1988, ? Most
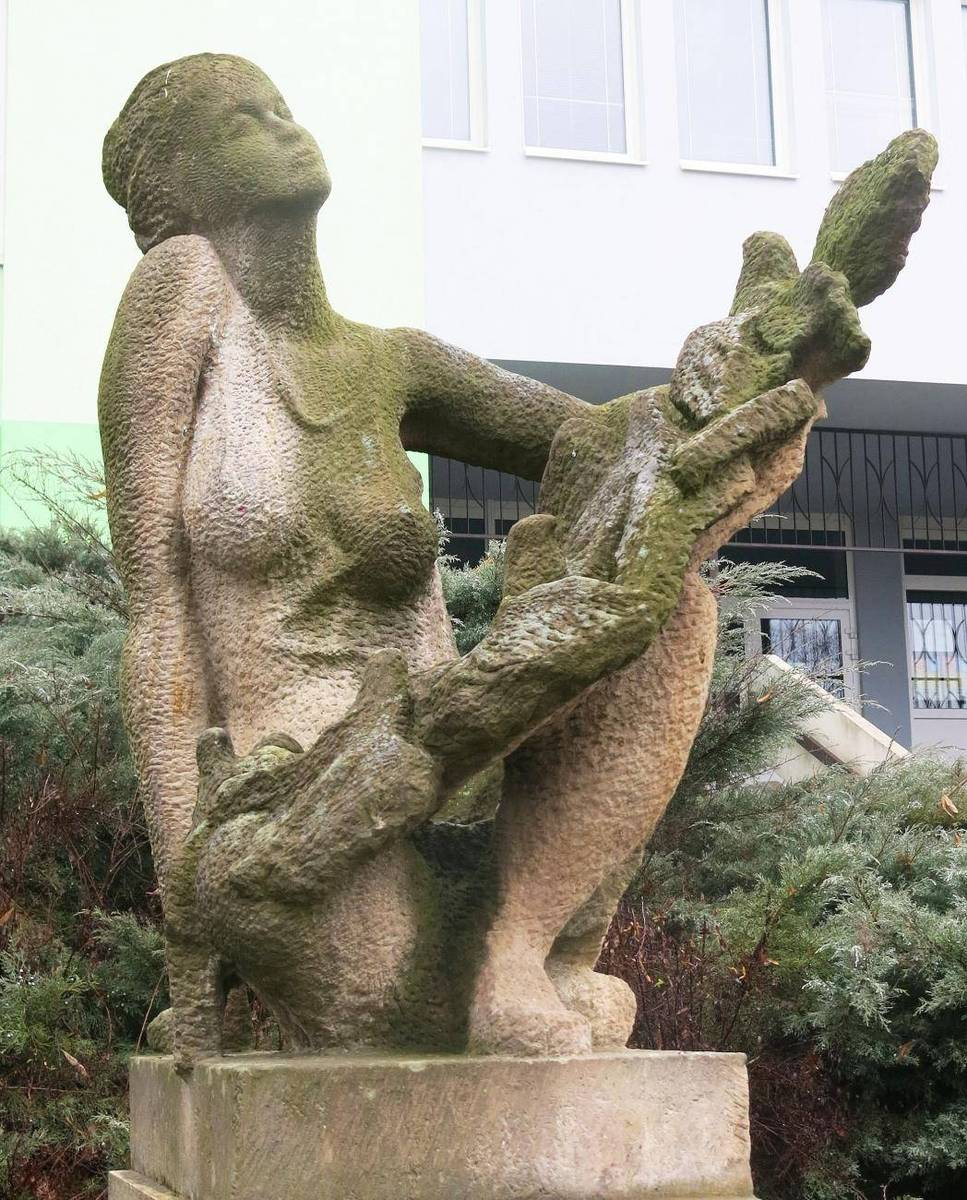
Mír, Maršov
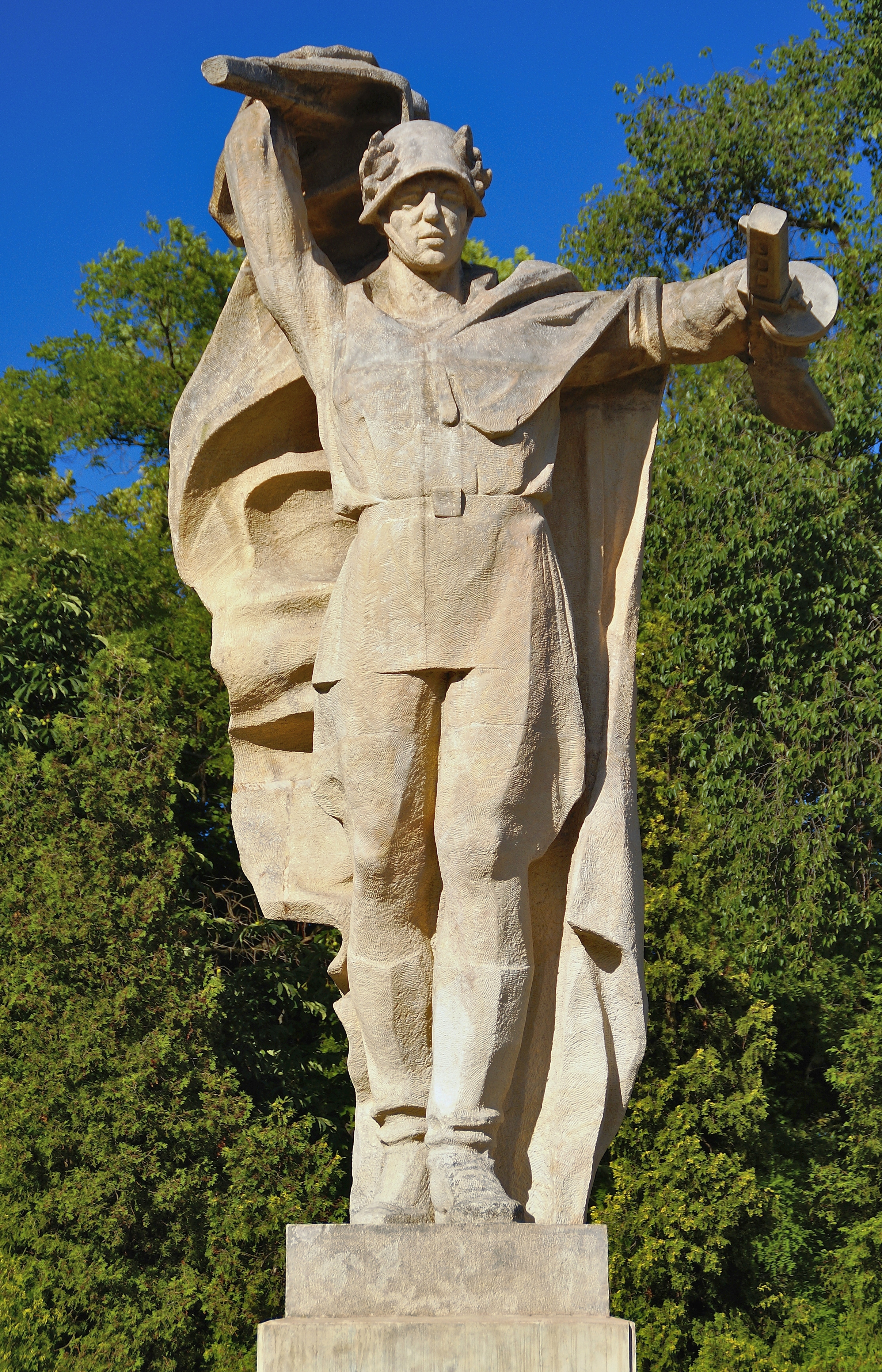
Čest a sláva Sovětské armádě, 1975, Litoměřice